# Charlie Bergendahl
Charlie Bergendahl (Falun, 13 aprile 1977) è un ex sciatore alpino svedese.

## Biografia
Attivo in gare FIS dal novembre del 1994, Bergendahl esordì in Coppa Europa l'8 dicembre 1997 a Valloire in slalom gigante (35º), in Coppa del Mondo il 25 ottobre 1997 a Sölden nella medesima specialità, senza completare la prova, e ai Campionati mondiali a Sankt Anton am Arlberg 2001, sua unica presenza iridata, dove si classificò 26º nel supergigante e non portò a termine lo slalom gigante.
In Coppa del Mondo ottenne il miglior piazzamento il 28 gennaio 2001 a Garmisch-Partenkirchen in supergigante (26º) e prese per l'ultima volta il via il 26 febbraio 2005 a Kranjska Gora in slalom gigante, senza completare la prova; si ritirò al termine della stagione 2007-2008 e la sua ultima gara fu lo slalom gigante dei Campionati svedesi 2008, disputato il 5 aprile ad Almåsa e chiuso da Bergendahl all'11º posto.

## Palmarès

### Coppa del Mondo
- Miglior piazzamento in classifica generale: 134º nel 2001

### Coppa Europa
- Miglior piazzamento in classifica generale: 29º nel 2001

### Campionati svedesi
- 9 medaglie (dati parziali fino al 2004):
  - 2 ori (combinata nel 1999; combinata nel 2003)[1]
  - 3 argenti (slalom gigante nel 1998; slalom speciale nel 2003; discesa libera nel 2005)
  - 4 bronzi (slalom gigante nel 1999; slalom gigante nel 2003; slalom gigante nel 2004; slalom gigante nel 2007)